# Piper mosenii
Piper mosenii är en pepparväxtart som först beskrevs av William Trelease, och fick sitt nu gällande namn av C. Dc.. Piper mosenii ingår i släktet Piper och familjen pepparväxter. Inga underarter finns listade i Catalogue of Life.